# Wustermark (stacja kolejowa)
Wustermark (niem. Bahnhof Wustermark) – stacja kolejowa w gminie Wustermark (Powiat Havelland), w kraju związkowym Brandenburgia, w Niemczech. Znajduje się na Berlin – Lehrte, tuż przy Berliner Außenring z którym jest połączona. Według DB Station&Service ma kategorię 5.

## Położenie
Stacja znajduje się na 30,5 km linii Berlin – Lehrte na północnych obrzeżach Wustermark, około 500 metrów na północ od centrum miejscowości. Około dwóch kilometrów na wschód Berliner Außenring przecina linię Berlin – Lehrte. Cztery kilometry na wschód od stacji znajduje się stacja rozrządowa Wustermark, który potocznie jest często nazywany "Wustermark", ale nie należy go mylić ze stacją pasażerską.

## Linie kolejowe
- Linia Berlin – Lehrte
- Linia Jüterbog – Nauen